# Couço
Couço ist eine Gemeinde (Freguesia) im portugiesischen Kreis Coruche. In ihr leben 2271 Einwohner (Stand 19. April 2021).